# Ścięgno

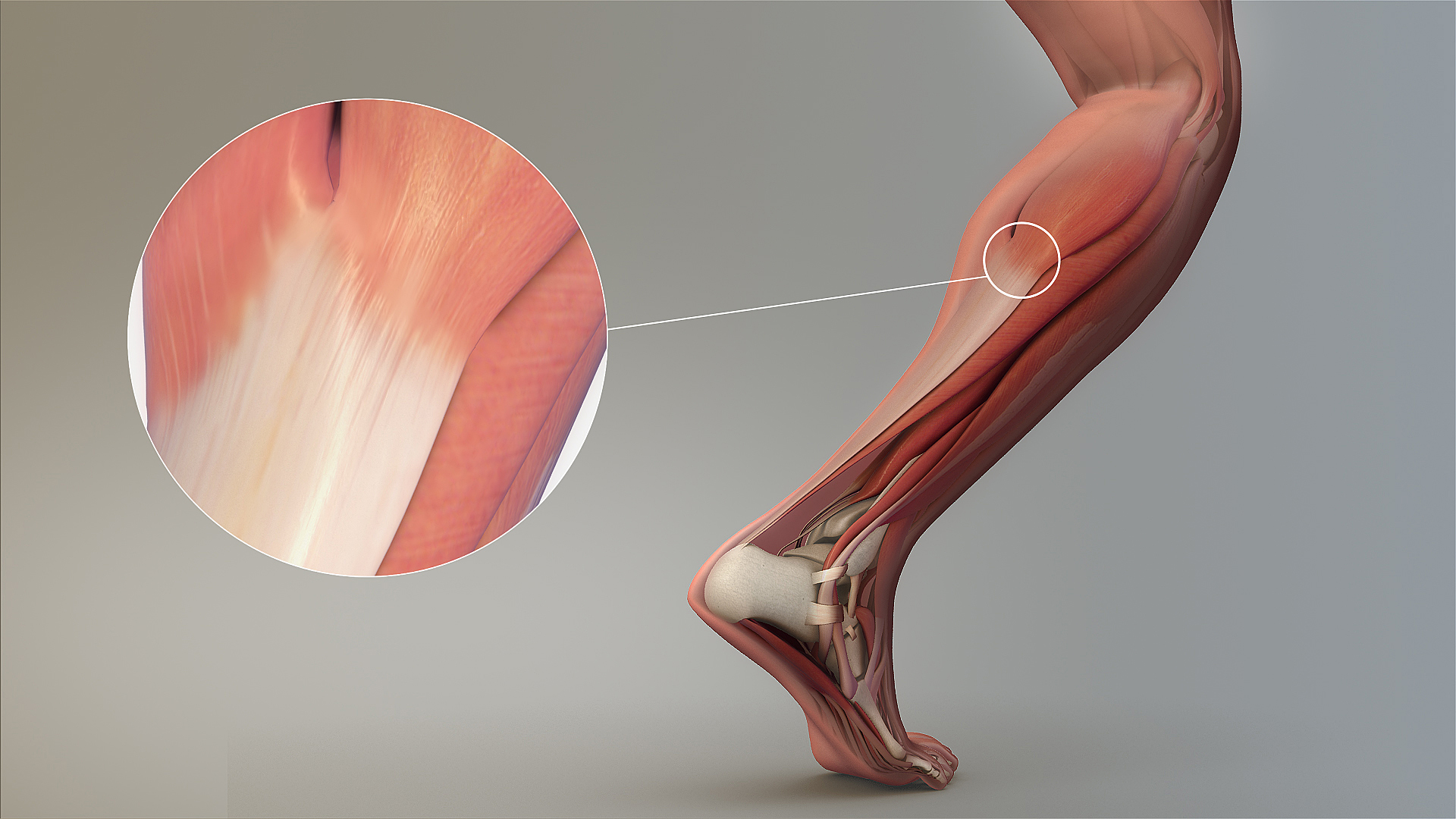
Ścięgna u człowieka

Ścięgno (łac. tendo, tendon) – twór włóknisty (pasmo) zbudowany z wytrzymałej tkanki łącznej właściwej zbitej (włóknistej), o zabarwieniu białawo-srebrzystym. Ma postać mocnych i bardzo odpornych włókien kolagenowych, ułożonych równolegle do siebie i zatopionych w niewielkiej ilości istoty podstawowej. Między pęczkami włókien znajdują się fibrocyty ułożone w tzw. szeregi Ranviera. Ścięgno stanowi przedłużenie mięśnia aż do punktu jego przyczepu. Jest istotną częścią mięśni, a jego zadaniem jest przenoszenie siły skurczu mięśniowego na elementy kostne szkieletu. Jego sprężystość jest nieznaczna. Pod wpływem rozciągania wydłuża się tylko o 4% swej długości.

## Kształt ścięgien
Jest bardzo różny: jedne są walcowate, inne spłaszczone. Niektóre występują w postaci szerokiej, płaskiej błony zwanej rozcięgnem. W tej postaci występują np. ścięgna obu mięśni skośnych i mięśnia poprzecznego brzucha. Na ogół kształt ścięgna jest dostosowany w pewnym stopniu do kształtu mięśnia. Długość ścięgna znajduje się w określonym stosunku do długości kurczliwej mięśnia i do rozległości ruchu w danym stawie. Grubość ścięgna w stosunku do przekroju poprzecznego mięśnia jest zmienna i waha się w szerokich granicach.